# Brasão do Amapá
O Brasão do Estado do Amapá é o emblema heráldico e um dos símbolos oficias do estado brasileiro do Amapá, juntamente com a bandeira e hino estadual.

## História
Em 26 de setembro de 1983, o Território Federal do Amapá publicou no Diário Oficial um edital do concurso para escolher os símbolos oficiais do Amapá. Para o brasão, foi escolhido o desenho elaborado por Herivelto Brito Maciel, artista plástico renomado do Estado, sendo o mesmo instituído por meio do Decreto n° 8, de 23 de abril de 1984, durante o governo de Annibal Barcellos.